# ريتشارد س. بالدوين
ريتشارد س. بالدوين (بالإنجليزية: Richard C. Baldwin)‏ هو قاضي ومحامي أمريكي، ولد في 24 مارس 1947 في سان خوسيه في الولايات المتحدة.